# But (film)
But est un court-métrage français de Dominique Delouche sorti en 1967[réf. nécessaire].

## Synopsis
Une équipe de basketteurs appartenant au Bataillon de Joinville, une unité de l'armée française accueillant de jeunes sportifs, est filmée à l'entraînement au Palais des Sports Marcel Cerdan à Levallois-Perret

## Fiche technique
- Réalisateur : Dominique Delouche
- Scénariste : Dominique Delouche
- Directeur de la photographie : André Dubreuil
- Musique : Vladimir Cosma
- Producteur : Dominique Delouche
- Société de production et de distribution : Les Films du Prieuré
- Format : Couleurs - Négatif et Positif : 35 mm - Son : Mono
- Durée :10 minutes
- Visa d'exploitation no 30206 délivré le 30 décembre 1967 (Tous publics)
- Tournage : au Palais des sports Marcel-Cerdan, 141 rue Danton, 92300 Levallois-Perret
- Sortie  France 1968

## Palmarès
- Hauptpreis au Festival d'Oberhausen 1968